# 杭子和
杭子和（1887年—1967年），滿族，京劇鼓師，師承沈寶鈞。
曾與梅蘭芳、程硯秋、余叔岩、姜妙香、譚富英、孟小冬等京劇表演藝術家合作，打鼓，錄製大量京劇唱片。
后期固定與楊寶忠、楊寶森合作，開創出京劇生行的楊派。
弟子有王玉璞等。